# 绵悌
绵悌（1811年7月23日—1849年12月25日），愛新覺羅氏，清朝乾隆帝皇十七子庆僖親王永璘第五子。
父亲永璘死后，长子庆良郡王绵愍袭封。绵愍死后，奕綵（乾隆帝皇八子仪慎亲王永璇之孙、仪顺郡王绵志之子）袭封。道光二十二年（1842年）十月，奕綵以服中纳妾，事发，奕綵夺爵。道光帝以不入八分镇国公绵悌奉永璘祭祀。不久又犯事，降镇国将军。二十九年（1849年），去世，咸豐二年（1852年）追封為貝子。他六弟绵性的儿子奕劻袭封。